# Prithvirajsing Roopun
Prithvirajsing Roopun (ur. 24 maja 1959 w Quatre Bornes) – maurytyjski polityk, minister integracji społecznej i ekonomii (2014–2017) oraz kultury i sztuki (2017– 2019). Prezydent Mauritiusa w latach 2019-2024..
Wybierany do parlamentu w wyborach w 2000, 2005, 2010 i 2014. 
W 2024 odznaczony Wielkim Łańcuchem Orderu Infanta Henryka. 